# Grace McKenzie
Grace McKenzie, coniugata Nelson e, successivamente, Morgan (Garston, 8 luglio 1903 – Liverpool, agosto 1988), è stata una nuotatrice britannica, specializzata nello stile libero.

## Palmarès
- Giochi olimpici

Anversa 1920: argento nella staffetta 4x100 metri stile libero.
Parigi 1924: argento nella staffetta 4x100 metri stile libero.